# Афінор
Афінор — тензор рангу {\displaystyle (1,1)}. Позначається як {\displaystyle \Phi _{k}^{i}} або як {\displaystyle \Phi }. Інваріантом афінора називається величина {\displaystyle I(\Phi )=\det \lVert \Phi _{k}^{i}\rVert }. Слід афінора на векторі {\displaystyle x} є вектор {\displaystyle y^{i}=\Phi _{k}^{i}x^{k}}. Афінор називається неособливим, якщо рівняння {\displaystyle \Phi x=0} має тільки нульові розв'язки. Афінорним добутком називається операція неповної згортки двох афінорів {\displaystyle \mathrm {X} _{j}^{i}=\Phi _{k}^{i}\Psi _{j}^{k}}.

## Властивості
- Для того, щоб вектори були в лінійній залежності, необхідно і достатньо, щоб сліди неособливого афінора на цих векторах були в тій же лінійній залежності.
- Афінор цілком визначений своїми частковими слідами на векторах базису, причому він буде неособливим, якщо його сліди утворюють базис.
- Афінорний добуток двох афінорів буде особливим тоді і тільки тоді, коли хоча б один з цих афінорів особливий.